# Азерот
Азерот (англ. Azeroth) — вигадана планета, що є основним місцем дії у франшизі Warcraft, яка охоплює відеоігри, книги та інші медіа. Вперше вона була згадана в грі Warcraft: Orcs & Humans (1994). Азерот був глибше розвинений у MMORPG World of Warcraft (2004), яка познайомила гравців із численними регіонами планети.
Світ отримав визнання за глибоку історію, унікальні раси й локації, проте його ігрове втілення в World of Warcraft зазнало критики за умовну, «паркоподібну» структуру та надмірне спрощення, що знижує рівень занурення. Обов’язкова героїчність гравців і поділ на фракції також були сприйняті як обмеження свободи гри — особливо з урахуванням того, що моральні відмінності між фракціями давно стерлись.

## Опис
Азерот — це землеподібна планета, населена розумними істотами різного походження, як гуманоїдними, так і негуманоїдними. Згідно з міфологією всесвіту, світ був створений титанами — космічними богоподібними істотами, які сформували деякі раси (зокрема людей і дворфів), тоді як інші, на кшталт тауренів і тролів, з’явилися природним шляхом. Близько 10 000 років до подій World of Warcraft стався катаклізм, відомий як Великий розкол, який знищив Колодязь Вічності й розколов єдиний континент Калімдор на кілька менших. На час подій гри на Азероті домінують дві ворожі фракції: Альянс і Орда. Події World of Warcraft: The War Within відкривають, що в ядрі Азерота міститься жіноча Душа світу — майбутній титан. Вона беззахисна і покладається на мешканців планети, адже численні загрози, зокрема титан Сарґерас, намагалися знищити або зіпсувати її.

## Світ

### Континенти
Азерот поділений на чотири основні континенти: Нортренд, Калімдор, Східні Королівства та Пандарія. У центрі планети розташована Водоверть — магічний вир, що виник унаслідок Великого розколу.

### Визначні місцини
- Вайшир
- Драконячі острови
- Розколоті острови
- Кул-Тірас
- Зандалар
- Квел'Данас
- Тельдрассіль

## Сприйняття
Еспен Аарсет у праці Digital Culture, Play, and Identity назвав Азерот у World of Warcraft «малим, статичним і досить штучним», порівняно з реальним світом і навіть з іншими MMORPG, такими як Ultima Online. Він критикує поділ гри на різко окреслені зони, що більше нагадують клаптикову ковдру, ніж живий світ. Деякі елементи гри — як-от внутрішній чат, електронні аукціони, точна механіка їздових тварин і нескінченне відродження ворогів — спрощують реалістичність на користь ігрового досвіду. Утім, на його думку, саме ці «мультяшні» риси забезпечують широку міжкультурну привабливість. Аарсет порівнює світ гри з тематичними парками, такими як Disney World, а не з повноцінним міфологічним всесвітом Warcraft I–III та книжок.
Інший дослідник, Рене Ґлас, у книзі Battlefields of Negotiation також підкреслює розрив між лором Азерота і його інтерпретацією в грі. Він вказує на спрощення гри: гравці завжди героїчні, фізично досконалі, тоді як негероїчні персонажі — лише NPC. Хоча структура квестів жорстка, порядок їх виконання дозволяє створити індивідуальні історії. Розподіл на Альянс і Орду, за словами Ґласа, є однією з найсильніших спрощень, адже у грі фракції подаються як вороги, хоча з часом моральна межа між ними стерлась: Альянс часто виглядає колонізаторським і агресивним, тоді як Орда — гармонійною з природою. Ґлас також критикує обмежений вплив гравців на світ, що, на його думку, шкодить послідовності оповіді.